# Логвиненко, Яков Никифорович
Яков Никифорович Логвиненко (23 октября 1895 — 9 апреля 1933) — активный борец за Советскую власть в Семиречье и Киргизии. Командир 1-го Пишпекского советского полка. Под его командованием в 1918 году был подавлен Беловодский мятеж.

## Биография
Родился 23 октября 1895 г. в украинской семье в селе Полтавка Семиреченской области. В 1912 году семья переехала в Пишпек.
Во время Первой мировой войны был призван в царскую армию и направлен на фронт.
В чине унтер-офицера после Октябрьской социалистической революции Я. Логвиненко, возвратившись домой в Пишпек, участвовал во главе отряда солдат-фронтовиков в разгроме оренбургского атамана Дутова.
В сентябре 1918 г. командуя 1-м Пишпекским советским полком, он участвует в боях на Семиреченском фронте, а в декабре этого же года в подавлении беловодского кулацко-эсеровского мятежа.
В 1919 году назначается начальником гарнизона г. Пишпека, позднее — военкомом Семиреченского тракта, работает в Уполнаркомпроде.
После окончания сельскохозяйственного университета в Ташкенте возвратился в Киргизию на работу агрономом.
В 1933 году после окончания Среднеазиатского государственного университета тяжело заболевает.
Скончался 9 апреля 1933 года. Похоронен в Дубовом парке в братской могиле с красногвардейцами.

## Память
В 1934 году бывшая улица Больничная города Фрунзе была переименована в честь Я. Н. Логвиненко.